# Wi-Fi Direct

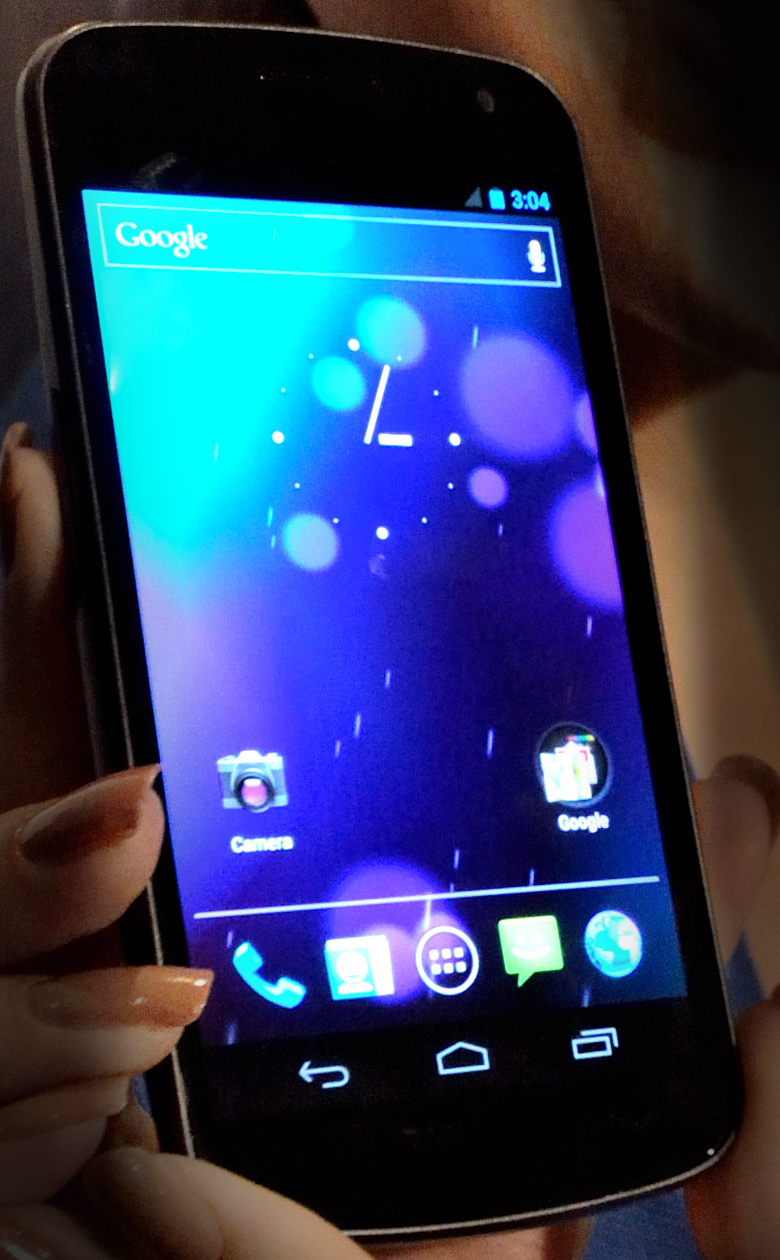
Galaxy Nexus va ser el primer telèfon Android amb suport natiu per a Wi-Fi Direct, tecnologia inclosa per primera vegada en Android 4.0

 Wi-Fi Direct  és un programa de certificació que permet que diversos dispositius Wi-Fi es connectin entre si sense necessitat d'un punt d'accés intermedi.

## Antecedents

### Wi-Fi convencional
Normalment en les xarxes wifi convencionals existeixen dispositius de control coneguts com a punts d'accés sense fils o Hotspots. Aquests dispositius realitzen tres funcions primàries: són el suport físic per crear i mantenir xarxes sense fil, permeten la comunicació entre els dispositius de la xarxa i controlen la connexió i desconnexió de dispositius a la xarxa.
Les xarxes wifi domèstiques més comunes estan formades per una connexió a un proveïdor d'accés a Internet, un punt d'accés o router i ordinadors o altres dispositius amb capacitat de connectar-se a una xarxa (clients). La majoria de les xarxes wifi estan configurades en "mode infraestructura", en què el punt d'accés actua com un hub al qual es connecten la resta de dispositius. Els dispositius no poden comunicar-se directament i el punt d'accés sempre fa d'intermediari entre ells.
En canvi els dispositius Wi-Fi Direct poden funcionar com a client o com a punt d'accés. Quan s'estableix una connexió per primera vegada entre dispositius Wi-Fi direct els dispositius negocien i determinen automàticament quin d'ells serà el punt d'accés.

### Configuració automàtica
Ja que s'han incrementat el nombre i el tipus de dispositius que poden unir-se a sistemes Wi-Fi, el model bàsic d'un encaminador simple amb computadors intel·ligents s'ha tornat cada vegada més limitant. Alhora, la creixent sofisticació dels punts d'accés ha fet que sorgeixin problemes de configuració per als usuaris. Per afrontar aquests problemes, hi ha hagut nombrosos intents de simplificar certs aspectes de la tasca de configuració.
Un exemple comú és el sistema Wi-Fi Protected Setup que està incorporat en molts punts d'accés des de 2007 quan l'estàndard es va presentar. Wi-Fi Protected Setup permet que un punt d'accés pugui ser configurat introduint un codi PIN o una altra identificació dins d'una pantalla de connexió, o en alguns casos, simplement prement un botó. Aquest sistema utilitza aquesta informació per enviar dades a un ordinador, subministrar la informació necessària per completar la configuració de xarxa i connexió a Internet. Des del punt de vista de l'usuari, un simple clic reemplaça la configuració de múltiples passos, diferent per a cada dispositiu, i amb maneig de tecnicismes que es requeria realitzar anteriorment.
Mentre que el model Protected Setup funcionava com s'havia planejat, només ho feia per simplificar la connexió entre el punt d'accés i els dispositius que fessin ús dels seus serveis, sobretot per a accés a Internet. Proporcionava escassa ajuda per a connexió a xarxes internes, per exemple per trobar i configurar accés a una impressora des d'un ordinador. Per afrontar aquests rols s'havien desenvolupat un nombre divers de protocols, entre els quals hi ha Universal Plug and Play (UPnP), Devices Profile for Web Services (DPWS), i Bonjour d'Apple. Aquests protocols permeten als dispositius buscar altres dispositius en la xarxa, obtenir les seves capacitats i proveir algun nivell de configuració automàtica.

### Usos nous
S'ha tornat molt comú per als telèfons intel·ligents i reproductors de mitjans digitals l'incloure Wi-Fi com una característica estàndard, i amb el temps, s'ha tornat comú també en els telèfons mòbils amb característiques addicionals. El procés d'afegir Wi-Fi a dispositius petits s'ha accelerat i ara és possible trobar impressores, càmeres, escàners d'imatges i molts altres aparells amb Wi-Fi a més d'altres connectors com els USB.
L'àmplia adopció de Wi-Fi a noves classes de dispositius petits ha fet més important la necessitat de connexions a xarxes ad hoc. Fins i tot sense un concentrador/encaminador central de Wi-Fi, seria útil per a portàtils ser capaç de connectar sense fils a una impressora local. Encara que el mode ad hoc va ser creat per gestionar aquesta necessitat, la falta d'informació addicional per a la detecció fa difícil utilitzar aquesta connexió en la pràctica.
Encara que sistemes com UPnP i Bonjour subministren moltes de les capacitats que es necessiten, i aquests sistemes són inclosos en alguns dispositius, caldria un sol estàndard estès àmpliament i el suport que incorporen els dispositius existents està lluny de ser universal. Tot i que un usuari convidat que utilitzés el seu telèfon intel·ligent podria trobar un hot spot i connexió a Internet amb facilitat, utilitzant Protected Setup, per exemple, per fer-ho, el mateix dispositiu li seria difícil transmetre música a un ordinador, imprimir un fitxer o simplement pot no ser possible entre diferents marques de maquinari.

## Descripció tècnica
Wi-Fi Direct incrusta un punt d'accés en forma de programari (Soft AP) en qualsevol dispositiu que hagi de suportar Direct. El soft AP proporciona una versió de Wi-Fi Protected Setup en ser premut el botó o amb la configuració basada en PIN.
Quan un dispositiu ingressa al rang de l'amfitrió Wi-Fi Direct, aquest es pot connectar usant el protocol ad-hoc existent i després recollir informació de configuració usant una transferència del mateix tipus de la de Protected Setup. La connexió i configuració se simplifiquen de manera que alguns suggereixen que això podria reemplaçar Bluetooth en algunes situacions.
Els Soft AP poden ser tan simples o tan complexos com el rol ho requereixi. Un marc digital podria proporcionar únicament els serveis més bàsics que siguin necessaris per permetre que les càmeres digitals es connectin i transfereixin imatges. Un telèfon intel·ligent que permeti fer tethering (ancoratge a xarxa) podria executar un Soft AP més complex que afegeixi la capacitat d'accedir a Internet. L'estàndard també inclou seguretat WPA2 i ofereix controlar l'accés a xarxes corporatives.
Els dispositius certificats per Wi-Fi Direct es poden connectar "un a un" o "un a molts", i no tots els productes connectats necessiten tenir Wi-Fi Direct. Amb un sol dispositiu Wi-Fi Direct habilitat es poden connectar dispositius amb l'estàndard previ de Wi-Fi.
El programa de certificació en Wi-Fi Direct està desenvolupat i administrat per la Wi-Fi Alliance, un grup industrial que desenvolupa la suite d'estàndards fonamentals de la certificació Wi-Fi CERTIFIED i que és amo de la marca "Wi-Fi". L'especificació final no ha estat llançada a la data, certs aspectes del sistema no han estat esmentats. Per exemple, el sistema usat per a la detecció i classificació de dispositius (similar a UPnP o Bonjour) no ha estat esmentat en les referències existents.
El primer telèfon intel·ligent amb certificació Wi-Fi Direct va ser el Samsung Galaxy S (GT-I9000). (Novembre 2010)
La primera impressora amb certificació Wi-Fi Direct va ser la Samsung SCX-3400 sèries. (Oct 2011)

## Comercialització
La solució  My WiFi  d'Intel proporciona la tecnologia Wi-Fi Direct sobre la plataforma Centrino 2. Els dispositius Wi-Fi Direct poden connectar a un ordinador portàtil que tingui el rol d'un Soft AP. El portàtil després pot proporcionar accés a Internet a dispositius Wi-Fi Direct sense necessitat d'un punt d'accés Wi-Fi. Atheros, Broadcom, Intel, Ralink i Realtek anunciar els seus primers productes l'octubre de 2010. Alguns  xipsets  de la companyia Redpine Signals van aconseguir la certificació Wi-Fi Direct el novembre de 2010. En octubre de 2011 Google va anunciar suport per Wi-Fi Direct en el sistema Android 4.0. En tant que alguns dispositius amb Android 2.3 tenen Wi-Fi Direct mitjançant extensions al sistema operatiu elaborades pels fabricants de telèfons (OEMs), el telèfon Samsung Galaxy Nexus va ser el primer dispositiu Android que va venir amb la implementació de Google d'aquesta característica, i amb una API perquè els desenvolupadors puguin usar-la en el desenvolupament d'aplicacions.